# La Cellule de Hambourg
La Cellule de Hambourg (The Hamburg Cell) est un téléfilm britannique réalisé par Antonia Bird, diffusé en 2004 sur Channel 4 et CBC.
Bien que Mohamed Atta ait dirigé la cellule terroriste, le film se concentre sur le personnage de Ziad Jarrah.